# Мазагао (Амапа)
Вижте пояснителната страница за други значения на Мазагао.
Мазагао, (на португалски: Mazagão) е град — община в югозападната част на бразилския щат Амапа. Общината е част от икономико-статистическия микрорегион Мазагао, мезорегион Южна Амапа. Населението на общината към 2010 г. е 17 030 души, а територията е 13 130.892 km² (1,3 д./km²).
Граничи с общините Педра Бранка до Амапари и Порто Гранди на север, Сантана на изток, с Ларанжал до Жари на запад и с Витория до Жари на юг.

## История
След изоставянето на владението Ел Джадида в Мароко (на португалски: Mazagão), по поръчка на маркиза на Помбал, пространството край река Мутуака е избраното място за приют на населението от африканската колония на Португалия. Градоустройственият план бива изработен от италианския архитект Доминго Самбучети. Общо 340 семейства, някои от които с роби, пристигат в град Белен през 1770 и три години по-късно се установяват в Ново Мазагао. Въпреки че заповедта за преместването е насочена към всички преселници, някои от семействата остават в столицата или отиват в други места във вътрешността на щата.
Градът също така спомага с военна подкрепа за селището Макапа, което израства около крепостта Сао Жозе до Макапа. През 1783 г. избухва голяма епидемия и оцелелите жители успяват да се освободят, като се възползват от Вирадейра през юли същата година, по време на царуването на Мария I. Благодарение на това, получават правото да напуснат местността и да се преместят там, където желаят, вече след смъртта на Жозе I, на 24 февруари 1777 и след оставката на маркиза на Помбал, на 1 март 1777 година.
В края на 2003 г., археолози при UFPE (Федералния университет на Пернамбуко), ръководени от Маркос ди Албукерки, започват разкопки на руините на града. Те разкриват основите на църква, дълга около 40 метра. В близост до тези руини все още съществува едно селце (окръг), наречено Старо Мазагао. Жителите му честват празника на Св. Тиаго, със спектакъл-възстановка на борбата срещу маврите. Днешният град Мазагао (или Ново Мазагао) се намира на около 30 km от селцето.
На 20 март 2010 г., сериозен срив убива четирима души и ранява най-малко десет при строителни работи на моста над река Вила Нова, по който се достига до Мазагао. Трагедията мобилизира цял отряд за безопасност, съставен от спасителни екипи към Секретариата за социална отбрана. Последните две греди, които крепят платното на моста падат върху една лодка. Двама служители умират буквално смачкани, а други двама загиват в резултат на падането. Губернаторът на щата, Валдес Гоес заявява на пресконференция, че датата на завършването и предаването на моста няма да бъде изменена.

## Образование
Сред проектите на Плана за развитие на образованието, към бразилското Министерство на образованието, възложен на INEP (Национален институт за образователни изследвания), в Северния регион на страната, щат Амапа, обществените градски училища на територията на Мазагао, през 2005 г. получават следната оценка по IDEB (Индекс на развитие на основното образование):
| IDEB оценка, училище и място | IDEB оценка, училище и място       | IDEB оценка, училище и място |
| ---------------------------- | ---------------------------------- | ---------------------------- |
| Оценка                       | Училище                            | Място                        |
| 3,0                          | Щатско у-ще Д-р Мурило Брага       | 101º                         |
| 2,5                          | Щатско у-ще Маноел Кейрос Бенжамин | 127º                         |